# کوی دامون
کوی دامون یک مجموعه تلویزیونی محصول سال ۱۳۸۰–۱۳۷۸ به کارگردانی عباس رنجبر،  می‌باشد که از شبکه یک پخش شد.
کوی دامون روایت زندگی پردردسر و رمزگونه نسل جوانی است که در هر قسمت سریال یا دو قسمت آن یک قصه و یک زندگی دنبال می‌شود.

## بازیگران
- مصطفی عبداللهی
- مریم بوبانی
- آتوسا گودرزی
- اکبر دودکار
- الهام حمیدی
- بهنوش طباطبایی
- مسیح میرحسینی
- جواد روستایی
- مهدی مرشدی
- سیدابراهیم عمادی
- شیرین کردستانی
- مسعود حقی
- معصومه قاسمی‌پور
- مهرداد نظام‌آبادی
- مهری مهرنیا
- هادی معصومی